# 阿紫 (紀錄片)
《阿紫》為臺灣導演吳郁瑩的作品。

## 獎項及提名
| 類別           | 頒獎日期       | 獎項       | 名字     | 結果 | 參考        |
| -------------- | -------------- | ---------- | -------- | ---- | ----------- |
| 金馬獎         | 2019年11月23日 | 最佳紀錄片 | 《阿紫》 | 提名 | [ 1 ]       |
| 臺北電影獎     | 2020年7月11日  | 最佳紀錄片 | 《阿紫》 | 獲獎 | [ 2 ]       |
| 臺北電影獎     | 2020年7月11日  | 最佳導演   | 吳郁瑩   | 提名 | [ 2 ]       |
| 臺北電影獎     | 2020年7月11日  | 最佳攝影   | 廖敬堯   | 提名 | [ 2 ]       |
| 臺北電影獎     | 2020年7月11日  | 最佳剪輯   | 吳郁瑩   | 獲獎 | [ 2 ]       |
| 台灣影評人協會 | 2021年3月26日  | 最佳影片   | 《阿紫》 | 獲獎 | [ 3 ] [ 4 ] |

## 外部連結
- 豆瓣电影上《阿紫》的資料 （简体中文）
- 台灣電影網上《阿紫》的資料（繁體中文）
- 開眼電影網上《阿紫》的資料（繁體中文）
- 互联网电影数据库（IMDb）上《阿紫》的资料（英文）